# Verstehende Psychologie
In der verstehenden oder geisteswissenschaftlichen Psychologie wird das Verstehen zur spezifischen Methode der Psychologie und Psychopathologie erhoben. Als Gegensatz zum psychologisch relevanten Begriff des Verstehens wird dabei für die Naturwissenschaften das Erklären als spezifische Methode angenommen.
Psychologie richtet sich damit nicht allein auf das Erklären kausaler Zusammenhänge, sondern – anders als bei den Naturwissenschaften – insbesondere auch auf das Verstehen von Sinnzusammenhängen. Für die Naturwissenschaften ist eine zweckorientierte (teleologische) Betrachtungsweise in der Regel nicht geeignet. Geisteswissenschaftliche Psychologie machte vor allem am Ende des 19. und zu Beginn des 20. Jahrhunderts Bedeutungserlebnisse, Wertvorstellungen und Sinnrichtung zum Gegenstand der Forschung. Die Unterscheidung zwischen Erklären und Verstehen geht auf Wilhelm Dilthey (1833–1911) zurück.

## Nähere begriffliche Erläuterung
Verstehen bedeutet seit alters ein bewusstes Grundverhalten, das Gegenstand der Geisteswissenschaften geworden ist. Indem verstehende Psychologie auf diese Weise im Gegensatz zum Erklären der Naturwissenschaften gesehen wird, betont man zunächst ihren rationalen Charakter. Dies hat bereits Christian Wolff (1679–1754) mit seiner Definition der rationalen Psychologie hervorgehoben. Wolff grenzte diesen Teil der Psychologie von der empirischen Psychologie ab, vgl. nomothetische und idiographische Wissenschaften. Wenn auch praktische Menschenkenntnis und Lebenserfahrung Voraussetzung für die verstehende Psychologie sind, so wird damit doch ihr deduktiv-methodischer Charakter umschrieben. Dies ist gerade heute von Bedeutung, da das Fach Psychologie zunehmend an naturwissenschaftlichen Fakultäten unterrichtet wird. Siehe auch Kap. Psychologie und Philosophie.
Verstehen ist im Erkennen von Zusammenhängen begründet, indem diesen Zusammenhängen ein Sinn verliehen wird. Solcher Sinn kann ganz allgemein sowohl:
1. sinnesphysiologisch
2. semiotisch oder
3. metaphysisch-transzendent

interpretiert werden. Sinn ergibt sich auf diese Weise stets notwendig aus dem Zusammenhang einzelner bereits für sich fassbarer Elemente. Als Beispiel diene hier das Erkennen einer Wortbedeutung aus dem Lesen der einzelnen Buchstaben. Logik als Grundregel für die sprachlich richtige Verständigung und Einsicht ist damit auch die erste Voraussetzung der verstehenden Psychologie – Folgende Darstellung ist angelehnt an Karl Jaspers (1883–1969), der sich maßgeblich für die Verwendung des Begriffs eingesetzt und dazu beigetragen hat, dass dieser sich durchsetzen konnte. Die Begriffsgeschichte ist im Einzelnen im Kap. Geistesgeschichte dargestellt.
In der Psychologie ergibt sich das Problem des Verstehens in ähnlicher Weise wie auch in der Semiotik. Die einzelnen Kennzeichen oder Zeichen als Grundelemente der Erkenntnis sind in der Psychologie nach Jaspers die Einzeltatbestände des Seelenlebens, die sich vor allem in die subjektiven Erscheinungen und Gegebenheiten (Phänomenologie) und in die objektiven Leistungen des Seelenlebens (Leistungspsychologie) aufteilen. Dazu kann man noch einige wesentliche psychosomatische Grundfunktionen (Vegetative Regulationen) zählen. - Die Phänomenologie nach Husserl hat Jaspers nicht gemeint. Jaspers beschränkt den Begriff der Phänomenologie auf die Lehre von den Erscheinungen als Grundelementen der Erkenntnis, eine „Wesensschau“ ist bei ihm nicht beabsichtigt. Daher ergibt sich die Notwendigkeit, hier die Phänomenologie nach Jaspers zumindest kurz zu umreißen.

## Phänomenologie nach Jaspers
Nachdem bereits auf den deduktiv-methodischen Charakter der verstehenden Psychologie hingewiesen wurde, weist die Phänomenologie eher auf ihren methodisch-deskriptiven Charakter hin, wie er durch die Arbeiten Husserls angeregt wurde. Die „eigentümliche phänomenologische Vorurteilslosigkeit bei der Anschauung der Erscheinung als solcher ist nicht ursprünglicher Besitz, sondern mühsamer Erwerb nach kritischer Arbeit und oft vergeblichen Bemühungen.“ Phänomenologie nach Jaspers ist hier nur auf die Psychopathologie ausgerichtet. Er versteht darunter die subjektiven Erscheinungen des kranken Seelenlebens, z. B. einer Erinnerungsfälschung. Die objektiven Leistungen werden bereits als Leistungspsychologie bezeichnet. Beide Methoden sind gemeinsam u. U. mit noch weiteren methodischen Gesichtspunkten für die Begriffsbildung einer Krankheitseinheit bedeutsam. Zur Phänomenologie nach Jaspers wird gerechnet:
1. Gegenstandsbewusstsein
2. Raum- und Zeiterleben
3. Leibbewusstsein
4. Realitätsbewusstsein und die Wahnideen
5. Gefühle und Gemütszustände
6. Drang, Trieb und Wille
7. Ichbewusstsein
8. reflexive Phänomene (wie elementares und gedanklich vermitteltes Seelenleben, Störungen der Instinkte und Leibfunktionen sowie Zwangserscheinungen)
9. der Bewusstseinszustand (als das augenblicklich Ganze)[5]

Dieses Schema ist noch heute vorbildlich für die Untersuchung jedes psychiatrischen Patienten (Psychopathologie, Psychiatrischer Befund). Jaspers hat die exakte phänomenologische Beschreibung als statisches Verstehen bezeichnet.

## Verstehende Psychologie nach Jaspers
Nach Jaspers vollzieht sich das Verstehen in fortwährenden Gegensätzen (Hermeneutischer Zirkel).
1. Statisches und genetisches Verstehen
Zu den Aufgaben der verstehenden Psychologie nach Jaspers zählt neben der logisch verständlichen Beschreibung der Einzeltatsachen des Seelenlebens (statisches Verstehen oder Querschnitt) auch das genetische Verstehen. Dieses macht einfühlbar, wie sich Seelisches aus Seelischem ergibt. Es zeigt die Motivzusammenhänge (Beweggründe), Kontrastwirkungen (Reaktionen) und dialektischen Umschläge (Paradoxe Entwicklungen, Längsschnitt), vgl.a. Kritik an der Nosologie.
2. Genetisches Verstehen und Erklären
Ersteres ist das subjektive Erfassen der Zusammenhänge von innen (Verständnis), letzteres das objektive Aufzeigen von äußeren Zusammenhängen nach dem Kausalprinzip.
3. Rationales und genetisches Verstehen
Hier wäre der Gegensatz von kühler Verstandeslogik und einfühlendem Verständnis (Mitgefühl, Empathie) hervorzuheben.
4. Verstehen und Deuten
Verstehen bezieht sich auf konkrete, empirisch belegbare Einzeltatsachen, Deuten auf unklare und nur spärliche Anhaltspunkte, denen ein aus anderen Erfahrungen stammendes Erklärungsmodell zugrunde gelegt wird. Mit der Natur dieser Erklärungsmodelle befasst sich die Hermeneutik.

### Bewusst und Unbewusst
Deutungen beziehen sich daher naturgemäß vor allem auf unbewusste Vorgänge. Das Unbewusste ist subjektiv an automatisch ablaufende körperliche Abläufe geknüpft, die keine Wahrnehmungs-, Vorstellungs- oder Denkvorgänge mobilisieren, zum Beispiel die regelmäßig ablaufende Herztätigkeit. Erst die Störungen körperlicher Abläufe konzentrieren unsere Aufmerksamkeit auf bestimmte Organe. Das Bewusstsein ist weitgehend Objektbewusstsein, das aus der Subjekt-Objekt-Spaltung hervorgeht. Jaspers stand den Erklärungsmodellen Sigmund Freuds (1856–1939) im Wesentlichen skeptisch gegenüber. Dies lässt sich seinerseits verstehen, indem Jaspers eher den Typus des Denkers darstellte, Freud jedoch gegenüber Naturphänomenen stärker empfänglich war (Empfindungstypus).
Jaspers beschreibt die Evidenz des genetischen Verstehens als etwas Letztes. Das Urteil über die Wirklichkeit eines Verständlichen Zusammenhangs beruhe jedoch nicht allein auf der Evidenz, sondern vor allem auch auf dem objektiven Material greifbarer Anhaltspunkte. Während Evidenz auf idealtypischem Verstehen auch ohne ausreichendes Tatsachenmaterial basieren kann, ist die Realität eines verständlichen Zusammenhangs nur in dem Maße zu behaupten, als ausreichende objektive Daten gegeben sind. Genetisch verständliche Zusammenhänge sind idealtypische Zusammenhänge, so natürlich auch die Freudschen Modelle von „bewusst“ und „unbewusst“ oder dessen Strukturmodell der Psyche.

### Charakterologie
Auch die Charakterologie sah Jaspers als Teil der verstehenden Psychologie an. Hier gelten vielfach die gleichen idealtypischen Charakterbezeichnungen wie auch durch die Begriffsanalyse im Kap. Bewusst und Unbewusst dargestellt.

## Verstehende Psychologie nach Lorenzer (Psychoanalyse)
Als Beispiel einer verstehenden Psychologie auf der Subjektstufe sei das szenische Verstehen genannt. Es wurde von Alfred Lorenzer (1922–2002) als allgemeines Verstehen jeder einzelnen vom Patienten beschriebenen Szene seines subjektiven Erlebens geschildert, gewissermaßen als roter Faden des „Drehbuchs“ seines Lebens. In diesem „Drehbuch“ wiederholen sich die dem Patienten in ihrer Bedeutung unbewussten Szenen in immer ähnlicher und beinahe zwanghafter Art und Weise. Diesen Wiederholungen kann z. B. eine systematisch entstellte Kommunikation zugrunde liegen (Privatsprache), die immer wieder zu ähnlichen Fehlern führt. Diese Szenen können nach Freud entschlüsselt werden, wenn der Patient sie auf den Therapeuten überträgt (Übertragungsszenen). Übertragung versteht sich als eine Interaktionsform.

## Sozialpsychiatrische Ansätze
In neuerer Zeit suchte die Sozialpsychiatrie nach weiteren Ansätzen des Verstehens von psychischer Krankheit. Hier ist als Vertreter beispielsweise Ronald D. Laing (1927–1989) zu nennen. Er stützte sich auf Arbeiten von Wilfred Bion (1897–1979) und Elliott Jaques (1917–2003) und nahm damit Positionen der verstehenden Soziologie auf.

## Abstrakte und konkrete Psychologie
Carl Stumpf (1848–1936), siehe folgendes Kap. Geistesgeschichte, unterschied zwischen einer abstrakten und konkreten Psychologie. Die abstrakte objektivierende Psychologie forsche experimentell und sehe vom Subjekt ab, siehe Experimentalpsychologie. Die alltagsnahe, konkrete Psychologie kann sich den subjektiven Gegebenheiten nicht verschließen. Diesen subjektiven Gegebenheiten hat sich die Psychotherapie seit Sigmund Freud immer mehr zugewandt. Subjektive, eher gefühlsmäßige Ziele und Methoden der Psychotherapie wurden in neuerer Zeit hauptsächlich von Carl Rogers (1902–1987) vertreten. So unterschied Stumpf z. B. auch zwischen dem Akt des Hörens (objektiv) und dem Inhalt des Gehörten (subjektiv). Stumpf hat sich jedoch, wenn er auch experimentelle Methoden in die Akt-Psychologie einführte, in seinen funktionalen Ansätzen (Funktionale Psychologie) stets von Wilhelm Wundt (1832–1920) hauptsächlich durch die Anwendung introspektiver Methoden unterschieden.

## Geistesgeschichte
Johann Gustav Droysen (1808–1884) unterschied die Methode der Naturwissenschaft und der Geschichte als Erklären und Verstehen. Max Weber (1864–1920) hat die Kennzeichen des idealtypischen Verstehens analysiert. Er ist einer der Begründer einer verstehenden Soziologie. Franz Brentano (1838–1917) wird als Vertreter einer engen Beziehung zwischen Philosophie und Psychologie angesehen. Er war Urheber der Aktpsychologie, die von großem Einfluss auf seine späteren Schüler war. Sie bildeten die sog. Brentanoschule. Zu seinen Schülern rechnet man Edmund Husserl, Alexius Meinong, William McDougall, Sigmund Freud und Carl Stumpf. Husserl übte Kritik am Psychologismus. Die geisteswissenschaftliche Psychologie wurde von Eduard Spranger (1882–1963) begründet. Analytisch orientierte Elementenpsychologie und eher ganzheitlich ausgerichtete Gestaltpsychologie können im Konzept der verstehenden Psychologie als verbunden gedacht werden, vgl. auch den psychologischen Begriff der Komplexion. Hans Walter Gruhle bezeichnet es als einen über eineinhalb Jahrhunderte verfolgbaren unergiebigen Streit, ob die Psychologie eine Natur- oder eine Geisteswissenschaft sei, da sie sowohl idiographisch als auch nomothetisch orientiert sei.

## Psychologie und Philosophie
Mit der Abgrenzung einer rationalen von der empirischen Psychologie ist nicht gemeint, dass hier die Philosophie eine Vorrangstellung einnehmen sollte. Das wird auch mit dem Schlagwort Psychologismus umschrieben. Die Husserlsche Psychologismuskritik war Jaspers geläufig. Er schreibt:
Mancher Psychiater hat ausgesprochen, er wolle sich nicht mit Philosophie belasten, seine Wissenschaft habe mit Philosophie nichts zu tun. Dagegen ist nichts zu sagen, insofern die Richtigkeit wissenschaftlicher Einsichten überhaupt, und auch in der Psychiatrie, durch Philosophie weder begründet noch widerlegt wird. Aber die Ausschaltung der Philosophie wird trotzdem für die Psychiatrie verhängnisvoll.
1. Wem eine Philosophie nicht klar bewusst ist, dem gerät sie unbemerkt in sein wissenschaftliches Denken und Sprechen hinein und macht dieses sowohl wissenschaftlich wie philosophisch unklar.
2. Da besonders in der Psychopathologie das wissenschaftliche Wissen nicht von einerlei Art ist, sind die Weisen des Wissens zu unterscheiden, die Methoden, der Sinn der Geltung der Aussagen und die Kriterien der Prüfung zu klären, und dies erfordert philosophische Logik.
3. Alle Ordnung des Wissens zu einem Ganzen und die Klarheit über das Sein im Ganzen […] ist nur unter Führung philosophischer Gedanken möglich.
4. Nur durch Klarheit über das Verhältnis von psychologischem Verstehen (als Mittel empirischer Forschung) und philosophischer Existenzerhellung (als Mittel des Appells an Freiheit und des Beschwörens der Transzendenz) kann eine reine wissenschaftliche Psychopathologie entstehen, die ihren gesamten möglichen Umfang ausfüllt und doch ihre Grenzen nicht überschreitet.
5. Menschsein in seinem Schicksal ist Medium metaphysischer Deutung, lässt die Existenz spüren und die Chiffreschrift der Transzendenz lesen: aber jeder Ansatz eines immer unbeweisbaren Sprechens davon (das philosophisch für den Menschen von tiefster Bedeutung sein kann) ist aller Wissenschaft heterogen und trübt die wissenschaftliche Psychopathologie.
6. Die Praxis im Umgang mit Menschen, und daher auch in der Psychotherapie, erfordert mehr als wissenschaftliches Wissen. Die innere Haltung des Arztes ist abhängig von Art und Grad einer Selbsterhellung, von der Kraft und Klarheit seines Kommunikationswillens, von der Gegenwärtigkeit einer führenden, menschenverbindenden, gehaltvollen Glaubenssubstanz.[5]

## Kritik an der verstehenden Psychologie
Beobachtung von Stimmungen, Gefühlen, Intuitionen und insbesondere die Selbstbeobachtung dieser psychischen Phänomene können mannigfache Fehlerquellen enthalten. Die Verhaltensforschung, der Behaviorismus und der aus ihnen hervorgegangene Operativismus (E.C. Tolman) lehnen daher die Verfahren der verstehenden Psychologie grundsätzlich ab. Es handelt sich hierbei meist um grundsätzliche Bedenken hinsichtlich der Beobachtung und Selbstbeobachtung psychischer Qualitäten. Diese ergeben sich bereits aus der Tatsache des menschlichen Bewusstseins, d. h. daraus, dass wir im Verhältnis zu vielen in uns ablaufenden Vorgängen der Doppelrolle von Beobachter und Beobachtungsgegenstand gar nicht entgehen können. Es wird hiermit die Subjekt-Objekt-Spaltung bzw. die Möglichkeit ihrer Überwindung angesprochen. Darüber hinaus werden – von Seiten der akademischen Psychologie – die Möglichkeiten zur Untersuchung von der Introspektion nicht zugänglichen Prozessen mittels statistischer Datenanalyse und mathematischer Modellierung betont.